# Piers Bohl
Piers Bohl (født 23. oktober 1865, død 25. december 1921) var en lettisk matematiker, der arbejdede med differentialligninger, topologi og kuasiperiodiske funktioner.
Han blv født i 1865 i Valka, Livland, i en familie af fattige baltiske tyskere handlende. I 1884, efter han fik sin eksamen fra en tysk skole i Viljandi, kom han til fakultetet for fysik og matematik på Universitetet i Tartu. I 1893 fik Bohl sin kandidateksamen. Den blev tildelt på baggrund af en undersøgelse af kuasiperiodiske funktioner. Beregningerne af kuasiperiodiske funktioner blev yderligere generaliseret af Harald Bohr da han introducerede næsten-periodiske funktioner.